# Famille de Sapinaud
 (juin 2016).
La famille de Sapinaud est une famille éteinte de la noblesse poitevine.

## Membres notables de la famille
- Louis Sapinaud de La Verrie (1738-1793), chef vendéen.
- Jeanne Ambroise de Sapinaud de Boishuguet (1736-1820), auteure de mémoire sur la guerre de Vendée
- Charles Sapinaud de La Rairie (1760-1829), général vendéen, député de la Vendée (1822-1827), pair de France (1827-1829).
- Jean de Sapinaud de Boishuguet (1766-1844), militaire et homme de lettres.
- Sophie de Sapinaud de La Rairie (1770-1854), comtesse de Joannis, dite "la Belle Vendéenne".
- Charles Henri de Sapinaud de La Rairie (1798-1864), pair de France.

### Galerie de portraits

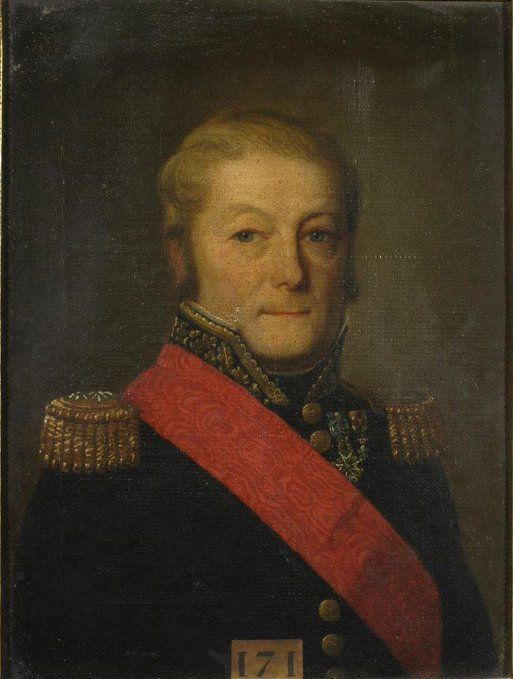
Charles Sapinaud de La Rairie.

### Alliances notables
La famille Sapinaud s'est alliée notamment aux : Baudry d'Asson, du Verdier de La Sorinière, Charette, Pandin, de Barbarin, de Granges de Surgères, Mauclerc, Bruneau de La Giroulière, de La Haye-Montbault, de Rorthays, de Béchillon, Le Maignan de L'Ecorce, Robert de Boisfossé, Talour de La Carterie, du Vau de Chavagnes, Richard de Beauchamp, Prévost de La Boutetière, Le Bihan de Pennélé, de Portes, d'Houdemare de Vandrimare, Daniel de Vauguyon, de Bruc de Montplaisir, de Bernard de La Barre de Danne, de Bizien du Lézard, Le Berthon de Bonnemie, Sochet des Touches, de Joannis, de Buor du Puissec, Clabat du Chillou.

## Châteaux & hôtels
- Château de la Rairie à Bazoges-en-Paillers
- Château du Sourdis à La Gaubretière

## Armoiries
Les Sapinaud portent : d'argent à trois merlettes de sable.

## Pour approfondir